# 1840年逝世人物列表
下面是1840年逝世的知名人士列表。
1840年逝世人物列表：1月 - 2月 - 3月 - 4月 - 5月 - 6月 - 7月 - 8月 - 9月 - 10月 - 11月 - 12月

## 1-6月

### 1月6日
- 范妮·伯尼，英國小說家

### 1月22日
- 约翰·弗里德里希·布卢门巴赫，德國人類學家

### 2月13日
- 尼古拉·约瑟夫·迈松，法國元帥，戰爭部長

### 3月11日
- 喬治·沃爾夫，美國政治家

### 3月17日
- 露西·惠特莫爾，英國貴族和讚美詩作家

### 4月12日
- 法蘭茨·安東·馮·格斯特納，奧地利鐵路工程師[1]

### 4月25日
- 西蒙·鄧尼斯·泊松，法國數學家、幾何學家和物理學家

### 5月1日
- 約瑟夫·威廉姆森，威廉姆森隧道的建造者

### 5月6日
- 德米特裡烏斯·奧古斯丁·加利津，俄羅斯貴族、牧師
- 弗朗西斯科·德保拉·桑坦德，哥倫比亞總統

### 5月7日
- 卡斯帕·大衛·弗雷德里希，德國藝術家

### 5月13日
- 倫納德·吉倫哈爾，瑞典軍官、昆蟲學家

### 5月14日
- 卡尔·卢德维格·恩格尔，德裔芬蘭建築師

### 5月25日
- 路易莎·卡普爾，英國作家、哲學家和詩人[2]

### 5月26日
- 西德尼·史密斯，英國海軍上將

### 5月27日
- 尼古洛·帕格尼尼，義大利小提琴家、作曲家

### 6月7日
- 普魯士國王腓特烈·威廉三世

## 7-12月

### 7月7日
- 尼古拉·斯坦科維奇，俄羅斯哲學家、詩人

### 8月25日
- 卡爾·勒貝雷希特·伊默曼，德國小說家、戲劇家[3]

### 9月11日
- 董文学，法國天主教傳教士，在中國殉道者

### 9月14日
- 老約瑟·斯密，約瑟·斯密的美國父親

### 9月18日
- 君士坦丁·撒母耳·拉芬斯克，君士坦丁堡出生的法國博學家

### 9月20日
- 何塞·加斯帕尔·罗德里格斯·德·弗朗西亚，獨立的巴拉圭第一任領導人

### 9月22日
- 安妮·李斯特，英國地主、日記作家、登山家和旅行者，“第一位現代女同性戀者”

### 11月2日
- 约瑟夫·科萨科夫斯基，波蘭立陶宛政治家

### 12月11日
- 日本光格天皇

## 日期不詳
- 哈吉·沙里亞圖拉，孟加拉伊斯蘭學者